# NGC 5325
NGC 5325 (również PGC 49163) – galaktyka spiralna (Sc), znajdująca się w gwiazdozbiorze Psów Gończych. Odkrył ją Lewis A. Swift 14 czerwca 1885 roku. Jest zaliczana do radiogalaktyk.